# 다카시마촌 (오카야마현)
다카시마촌(高島村)은 오카야마현 조토군에 있던 촌이다. 현재의 오카야마시에 해당한다.

## 역사
- 1889년 6월 1일 - 정촌제 시행에 의해 조토군 다카시마촌이 발족하였다
- 1954년 4월 1일 - 오카야마시에 편입되었다.